# 加菲爾德鎮區 (愛荷華州漢考克縣)
加菲爾德鎮區（英語：Garfield Township）是位於美國愛荷華州漢考克縣的一個行政鎮區。

## 地方資料
根據2010年美國人口普查的數據，加菲爾德鎮區的面積為91.80平方千米，當中陸地面積為90.70平方千米，而水域面積為1.10平方千米。當地共有人口421人，而人口密度為每平方千米4.59人。